# Cedric Brooks

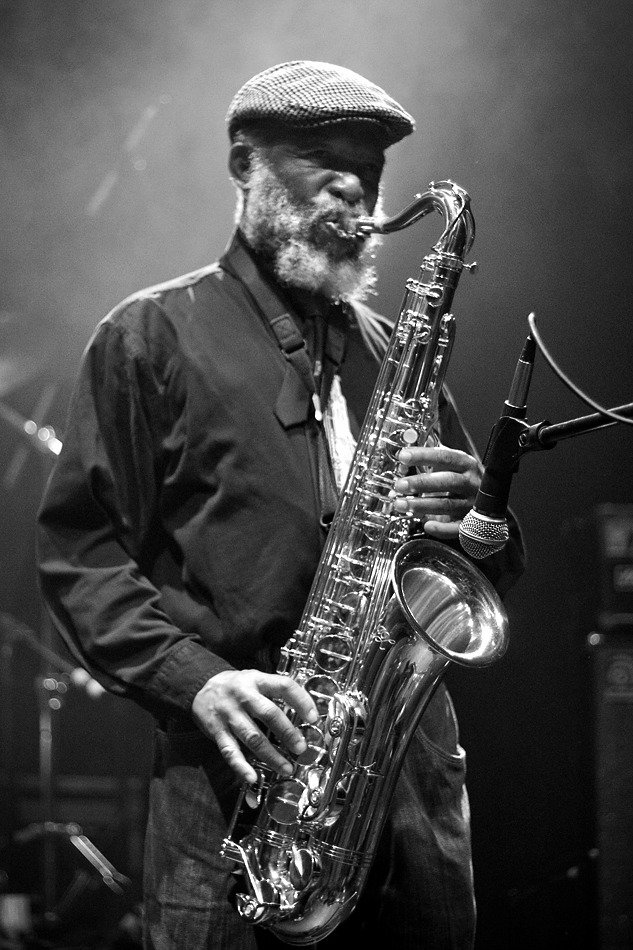
Cedric Brooks (2009)

Cedric „Im“ Brooks (* 27. April 1943 in Kingston; † 3. Mai 2013 in New York City) war ein jamaikanischer Reggae-Musiker und Saxophonist.

## Leben und Wirken
Brooks wurde mit 11 Jahren ein Schüler der Alpha Boys School in Kingston. Dort lernte Brooks Klarinette. Als junger Erwachsener lernte Brooks noch Tenorsaxophon und Flöte.
In den späten 1960ern gründete er mit David Madden das Duo Im & David. Es veröffentlichte eine Reihe von instrumentellen Liedern. Die Lieder Money Maker und Mystic Mood waren große Erfolge.
Ab 1970 arbeitete Brooks zusammen mit Count Ossie und der Gruppe The Mystic Revelation of Rastafari sowie als Sessionmusiker für die Studio-One-Band Brentford All Stars. Außerdem gründete Brooks die Band The Light of Saba und war Mitglied der Skatalites.
Cedric Brooks war Vater von sieben Kindern.
Seit Februar 2010 war Brooks in einem komaartigen Zustand. Brooks litt an Bluthochdruck sowie Diabetes und verlor seine Fähigkeit zu sprechen. Brooks starb im Alter von 70 Jahren an einem Herzstillstand.

## Diskografie
- 1977: Im Flash Forward
- 1978: United Africa
- 2008: From Mento To Reggae To Third World Music
- One Truth[4]